# Barngrind

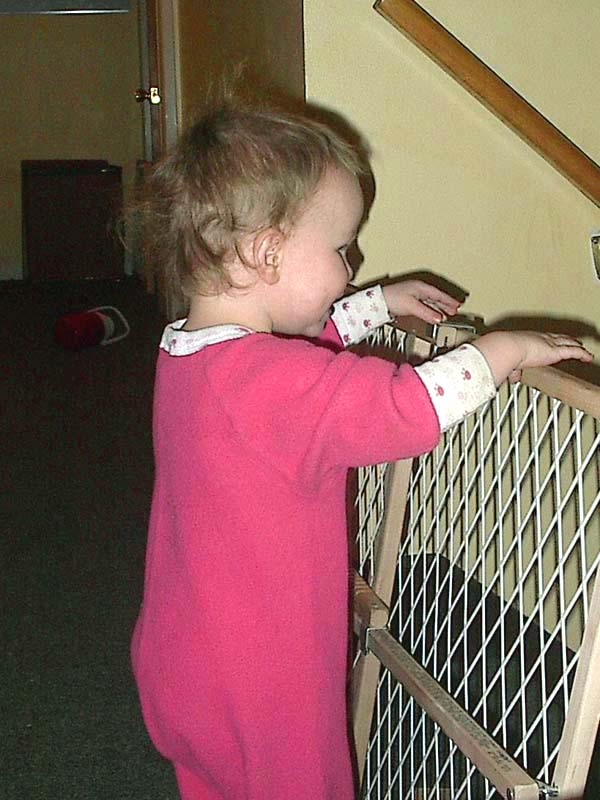
Ett barn som tittar över en barngrind.

En barngrind, säkerhetsgrind, trappgrind eller skyddsgrind är en skyddande barriär utformad för att hindra småbarn från att komma åt otrygga områden i ett hem, såsom trappor och kök. Barngrindar är vanligtvis konstruerade av metall, plast och/eller trä, och kan byggas ut för att passa in i ett antal olika dörröppningsbredder. De kan vara designade för användning inom- eller utomhus, och kan antingen vara permanent anlagda eller avtagbara. Avtagbara grindar hålls vanligen på plats via friktion med väggar på båda sidor. Avtagbara grindar bör inte användas på toppen av en trappa eftersom ett barn då kan slita loss grinden. 
Barngrindar används också ofta för att hejda husdjur, särskilt sådana som inte är rumsrena. 